# Thereva unicolor
Thereva unicolor är en tvåvingeart som beskrevs av Krober 1913. Thereva unicolor ingår i släktet Thereva och familjen stilettflugor. Inga underarter finns listade i Catalogue of Life.